# Pio Heredia Zubia
Pio Heredia Zubia (ur. 16 lutego 1875 w Larrea, zm. 2 grudnia 1936 w Santander) – hiszpański duchowny, męczennik, ofiara wojny domowej w Hiszpanii w latach 1936-39, błogosławiony Kościoła katolickiego.
1 grudnia 1936, w czasie trwającej wojny domowej, władze  odkryły jedną z grup pozostałych w Santanderze, zakonników aresztując i przesłuchując, chcąc się od nich dowiedzieć, jak udawało im się przeżyć. Gdy zatrzymani odpowiedzieli, że nic nie wiedzą na ten temat, anarchiści dokonali aresztowania drugiej ukrywającej się grupy, na czele z ich przełożonym o. Piusem (Pio) Heredia Zubíą. On po licznych gróźbach i torturach został rozstrzelany z nienawiści do wiary 2 grudnia 1936. 
Proces beatyfikacyjny rozpoczął się w 1964. W styczniu 2015 został podpisany przez Franciszka dekret uznający jego męczeństwo. Jego wyniesienie na ołtarze i ogłoszenie jego i jego 17 towarzyszy błogosławionym nastąpiło 3 października 2015 katedrze w mieście Santander przez kardynała Angelo Amato.